# Morzewko
Morzewko (niem. Mahrau) – osada wsi Wenecja  w Polsce, położona w województwie warmińsko-mazurskim, w powiecie ostródzkim, w gminie Morąg.
W latach 1975–1998 osada administracyjnie należała do województwa olsztyńskiego.
Osada wzmiankowana jako wieś w dokumentach z roku 1387, jako wieś pruska na 12 włókach, pod nazwą Mynauwten. W roku 1782 we wsi odnotowano cztery domy, natomiast w 1858 w dwóch gospodarstwach domowych było 22 mieszkańców. W latach 1937–1939 było 92 mieszkańców.
W roku 1973 jako osada Morzewko należało do powiatu morąskiego, gmina Morąg, poczta Słonecznik.
Obecnie w miejscowości nie ma zabudowy.